# Col de Finiels
De Col de Finiels is een bergpas op de Mont Lozère in het Franse departement Lozère. De pasweg, de D20, kruist de Mont Lozère, de hoogste berg van de Cevennen, van zuid naar noord. De pashoogte (1541 m) zelf ligt tussen de Sommet de Finiels (1699 m) in het westen en een andere top van de Mont Lozère met een hoogte van 1679 meter in het oosten. De pas ligt op de Europese waterscheiding tussen de Atlantische Oceaan en de Middellandse Zee. Ten noorden van de pas wateren de rivieren af naar de Rhône, ten zuiden van de pas naar de Garonne.
De pas is vernoemd naar het gehucht Finiels op de zuidflank van de berg, waarlangs de route passeert op weg naar de top.